# ريكاردو بوتشيني
ريكاردو انريكي بوتشيني (بالإسبانية: Ricardo Enrique Bochini)‏ (من مواليد 25 يناير 1954 في زاراتي، بوينس آيرس) هو لاعب كرة قدم محترف سابق أرجنتيني، حيث لعب كلاعب خط وسط مهاجم. ولقب ب إيل بوتشا. قضى ما يقرب من عشرين عاما من مسيرته المهنية في دوري الدرجة الأولى الأرجنتيني مع نادي إنديبندينتي الأرجنتيني، ليصبح واحدا من اللاعبين الأكثر أهمية في تاريخ النادي.
فاز بوتشيني بثمانية ألقاب دولية، وأربع بطولات أرجنتينية، وكأس العالم لكرة القدم 1986 مع منتخب الأرجنتين لكرة القدم. كان بوجيني اللاعب القدوة لدييغو مارادونا.

## مسيرته الكروية
لعب ريكاردو بوتشيني خلال مسيرته الاحترافية مع نادِ واحدٍ في عشرون موسمًا وسجل خلالها 105 هدف ضمن 653 مباراة. ولم يفز بأي موسم بالكأس وفاز في أربعة مواسم بالدوري.
خاض ريكاردو بوتشيني مسيرته مع نادي إنديبندينتي في موسم 1972 ليلعب معه عشرون موسمًا، مشاركًا في 653 مباراة سجل خلالها 105 هدف.

## وصلات خارجية
- ريكاردو بوتشيني على موقع الاتحاد الدولي (مؤرشف)  (الإنجليزية)
- ريكاردو بوتشيني على موقع الاتحاد الأوربي (الإنجليزية)
- ريكاردو بوتشيني على موقع قاعدة بيانات كرة القدم.إي يو (الإنجليزية)
- ريكاردو بوتشيني على موقع ناشيونال فوتبول تيمز (الإنجليزية)
- (بالإسبانية) Futbol Factory profile في أرشيف الإنترنت(أرشفت في  أكتوبر 20, 2007)
- (بالإسبانية) Unofficial site
- (بالإسبانية) mini Red Argentina biography